# Ellac
Ellak (... – Pannonia, 454) è stato un re unno.
Primogenito di Attila, fu uno dei regnanti Unni dopo la morte del padre.

## Biografia
Le notizie sulla sua vita sono molto scarse e controverse. Primogenito di Attila, era figlio di Kreka, a sua volta figlia dello sciamano Eskam. Sappiamo che dopo la morte del padre (453), Ellak e i suoi fratelli, Dengizich e Ernakh, si combatterono per la successione.
Secondo Prisco di Panion, il re dei Gepidi, Ardarico, organizzò una coalizione di tribù germaniche e si rivoltò contro gli Unni, inorridito dalla guerra intestina tra i fratelli e lo status di schiavitù a cui erano sottoposte le tribù dell'Impero. La guerra scoppiò in Pannonia, e viene ricordata come la battaglia del fiume Nedao perché si svolse accanto a un fiume chiamato proprio così. La vittoria fu dei Gepidi e Ellak morì nello scontro (454).
Dopo la sua morte la maggioranza delle tribù germaniche che erano sotto il suo controllo cominciarono a combattere per l'indipendenza, sgretolando così il regno costruito dal padre.